# Rodakiniá
Rodakiniá är en ort i Grekland.   Den ligger i prefekturen Nomós Imathías och regionen Mellersta Makedonien, i den norra delen av landet, 300 km norr om huvudstaden Aten. Rodakiniá ligger 199 meter över havet och antalet invånare är 131.
Terrängen runt Rodakiniá är varierad. Runt Rodakiniá är det ganska tätbefolkat, med 104 invånare per kvadratkilometer. Närmaste större samhälle är Náousa, 2,8 km söder om Rodakiniá. Omgivningarna runt Rodakiniá är en mosaik av jordbruksmark och naturlig växtlighet.